# Acrocercops leucophaea
Acrocercops leucophaea là một loài bướm đêm thuộc họ Gracillariidae. Nó được tìm thấy ở Uttaranchal và Assam, Ấn Độ và Nepal. Nó được miêu tả bởi Edward Meyrick năm 1919. Ấu trùng ăn Lyonia ovalifolia và Engelhardia spicata.